# На сліді (журнал)
«На сліді» — часопис Пласту для молоді та юнацтва. Журнал був орієнтований на молодь і мав завдання сприяти самоосвіті та формуванню характеру юнацтва. Окрім статей містив практичні поради, організаційні інструкції, пластові хроніки та інформацію про міжнародні заходи.
Редакторами журналу були Юрій Старосольський (1936—1939) та Богдан Кравців (1947—1948). Повоєнне відновлення видання часопису відбулося на еміграції в м. Байройт (Німеччина). Загалом вийшло 47 номерів журналу, вихидили наступні числа:
- 1936 — 1-10, 11/12;
- 1937 — 1-12;
- 1938 — 1-12;
- 1939 — 1-6;
- 1947 — 1-5;
- 1948 — 1-3.

У редакції журналу, впродовж 1936—1939 рр. також працювали Роман Олесницький та Уляна Старосольська. Часопис широко висвітлював таборування на пластових оселях (що на той час відбувалося під опікою Комісії виховних осель і мандрівок молоді).
Випуски журналів «На сліді» зберігаються у бібліотеці Львівського національного університету імені Івана Франка (30-ті роки) та у Пластовому музеї-архіві у Львові (40-і роки).